# Список об'єктів Світової спадщини ЮНЕСКО на Кубі
В списку об'єктів Світової спадщини ЮНЕСКО на Кубі налічується 9 найменувань (станом на 2011 рік).
| № | Зображення | Назва                                                                 | Місцеположення                 | Час створення | Час внесення до списку | №                                                   | Критерії  |
| - | ---------- | --------------------------------------------------------------------- | ------------------------------ | ------------- | ---------------------- | --------------------------------------------------- | --------- |
| 1 |            | Стара Гавана та її укріплення                                         | місто Гавана                   | 1519          | 1982                   | 204 [Архівовано 24 грудня 2018 у Wayback Machine.]  | iv, v     |
| 2 |            | Місто Тринідад і Долина Індіанців                                     | місто Тринідад                 | 1514          | 1988                   | 460 [Архівовано 24 грудня 2018 у Wayback Machine.]  | iv, v     |
| 3 |            | Фортеця Сан-Педро-де-ла-Рока (Сантьяго-де-Куба)                       | місто Сантьяго-де-Куба         | 1637          | 1997                   | 841 [Архівовано 24 грудня 2018 у Wayback Machine.]  | iv, v     |
| 4 |            | Долина Віньялес                                                       | провінція Пінар-дель-Ріо       | —             | 1999                   | 840 [Архівовано 24 грудня 2018 у Wayback Machine.]  | iv        |
| 5 |            | Національний парк Десембарко-дель-Ґранма                              | провінція Ґранма               | 1986          | 1999                   | 889 [Архівовано 24 грудня 2018 у Wayback Machine.]  | vii, viii |
| 6 |            | Археологічний ландшафт перших кавових плантацій Південно-Східної Куби | —                              | XIX століття  | 2000                   | 1008 [Архівовано 24 грудня 2018 у Wayback Machine.] | iii, iv   |
| 7 |            | Національний парк Алехандро-де-Умбольдт                               | провінції Ольґуїн і Ґуантанамо | —             | 2001                   | 839 [Архівовано 24 грудня 2018 у Wayback Machine.]  | ix, x     |
| 8 |            | Історичний центр міста Сьєнфуеґос                                     | місто Сьєнфуеґос               | 1819          | 2005                   | 1202 [Архівовано 24 грудня 2018 у Wayback Machine.] | ii, iv    |
| 9 |            | Історичний центр міста Камаґуей                                       | місто Камаґуей                 | 1515          | 2008                   | 1270 [Архівовано 24 грудня 2018 у Wayback Machine.] | iv, v     |